# Dromius quadraticollis
Dromius quadraticollis är en skalbaggsart som beskrevs av August Morawitz 1862.
Dromius quadraticollis ingår i släktet Dromius och familjen jordlöpare. Arten förekommer tillfälligt i Sverige, men reproducerar sig inte.